# Rio Adâncata (Bahluieț)
O Rio Adâncata é um rio da Romênia afluente do rio Bahluieţ, localizado no distrito de Iaşi.